# Patriots Jet team
«Патриоты» (англ. Patriots Jet team) — частная пилотажная группа, спонсируемая компанией Fry’s Electronics. Группу организовал бывший пилот United Airlines Рэнди Хоуэлл.

## История
Авиагруппу сформировали в 2001 году из четырёх самолётов Aero L-39 Albatros чешского производства. Некоторые лётчики группы являются бывшими пилотами таких известных пилотажных команд, как Blue Angels, Thunderbirds и Snowbirds.

## Галерея

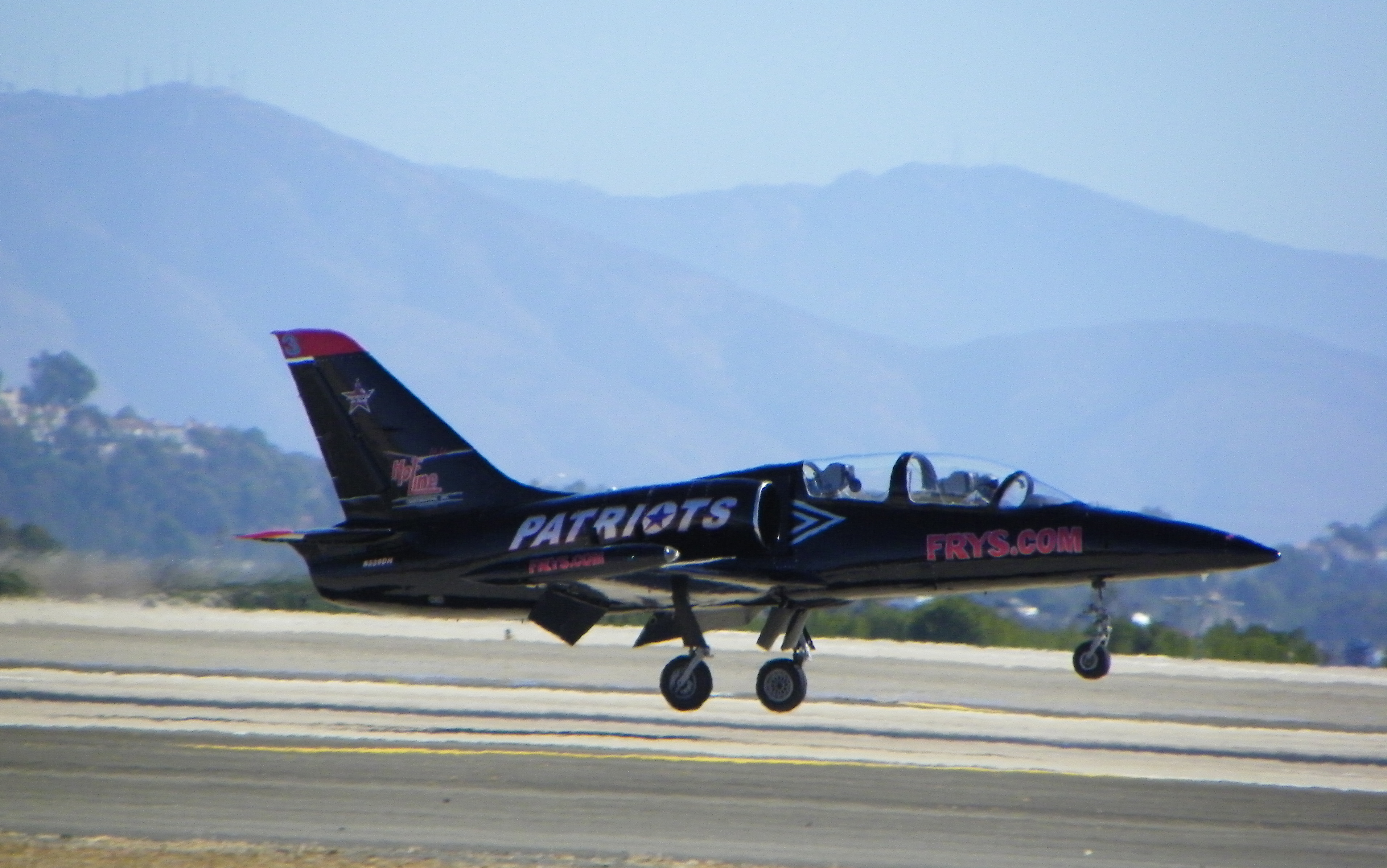